# Zoo d'Amnéville
Zoo d'Amneville is een 17 hectare grote dierentuin in de Franse gemeente Amnéville, vlak bij Metz. De dierentuin werd in 1986 opgericht door Michael Louis.
In de dierentuin zijn ongeveer 2000 dieren van ongeveer 360 soorten te bezichtigen. De dierencollectie omvat onder andere ijsberen, bruine beren, gevlekte hyena's, gorilla's, orang-oetans, Afrikaanse olifanten, witte neushoorns, nijlpaarden, zeeleeuwen, Humboldtpinguïns, reuzenmiereneters en verschillende soorten katachtigen, roofvogels en reptielen. 